# Estádio do Bonfim
 (mars 2025).
L'Estádio do Bonfim est un stade portugais situé dans la ville de Setúbal. Il est principalement utilisé par le club de football du Vitória F.C. Le stade est inauguré en 1962 et possède une capacité de 15 497 spectateurs.

## Équipe Nationale de football du Portugal
Liste des matchs internationaux de football s'étant tenu dans ce stade.
| #  | Date              | Score | Adversaire | Compétition                             |
| -- | ----------------- | ----- | ---------- | --------------------------------------- |
| 1. | 3 Décembre 1975   | 1–0   | Chypre     | Qualification de l'Euro 1976            |
| 2. | 20 Septembre 1978 | 1–0   | États-Unis | Amical                                  |
| 3. | 31 Août 1989      | 0–0   | Roumanie   | Amical                                  |
| 4. | 20 Août 1997      | 3–1   | Arménie    | Qualification de la Coupe du monde 1998 |
| 5. | 18 Novembre 1998  | 2–0   | Israël     | Amical                                  |
| 6. | 5 Juin 2004       | 4–1   | Lituanie   | Amical                                  |